# Proteuxoa amaurodes
Proteuxoa amaurodes là một loài bướm đêm thuộc họ Noctuidae. Nó được tìm thấy ở Nam Úc, Tasmania và Victoria.